# روبرتو فرانسیسکو کیاری رامون
روبرتو فرانسیسکو کیاری رامون (انگلیسی: Roberto Francisco Chiari Remón; زاده ۲ مارس ۱۹۰۵ – درگذشته ۱ مارس ۱۹۸۱) سیاستمدار اهل پاناما بود. وی دو بار از ۲۰ نوامبر ۱۹۴۹ تا ۲۴ نوامبر ۱۹۴۹ و سپس از ۱ اکتبر ۱۹۶۰ تا ۱ اکتبر ۱۹۶۴ رئیس‌جمهور پاناما بود.
روبرتو فرانسیسکو کیاری رامون در ۱ مارس ۱۹۸۱، یک روز پیش از ۷۶ سالگی‌اش درگذشت.